# Raoul Georges Nicolo
Pour les articles homonymes, voir Nicolò.
Raoul Georges Nicolo, né le 21 juin 1923 au Gosier et mort le 7 avril 1993 à Aubervilliers, est un ingénieur et inventeur français. Ses travaux de recherche ont porté sur les télécommunications et la physique nucléaire.

## Biographie
Georges Nicolo est né au Gosier (Guadeloupe). Après des études au lycée Carnot de Pointe-à-Pitre, il rejoint le Commissariat à l’énergie atomique (CEA) après des études d'ingénierie suivies à l’École centrale de TSF. Il devient ainsi le premier Guadeloupéen diplômé en études supérieures d’ingénierie radio-électrique.
Il obtient en 1962 un doctorat en sciences de la faculté des sciences de Paris. Ses travaux portent sur l’amélioration de la technologie de l’information télévisuelle ainsi que le contrôle et la réalisation de réacteurs nucléaires. Il devient ainsi le premier Guadeloupéen diplômé d’un doctorat en sciences.

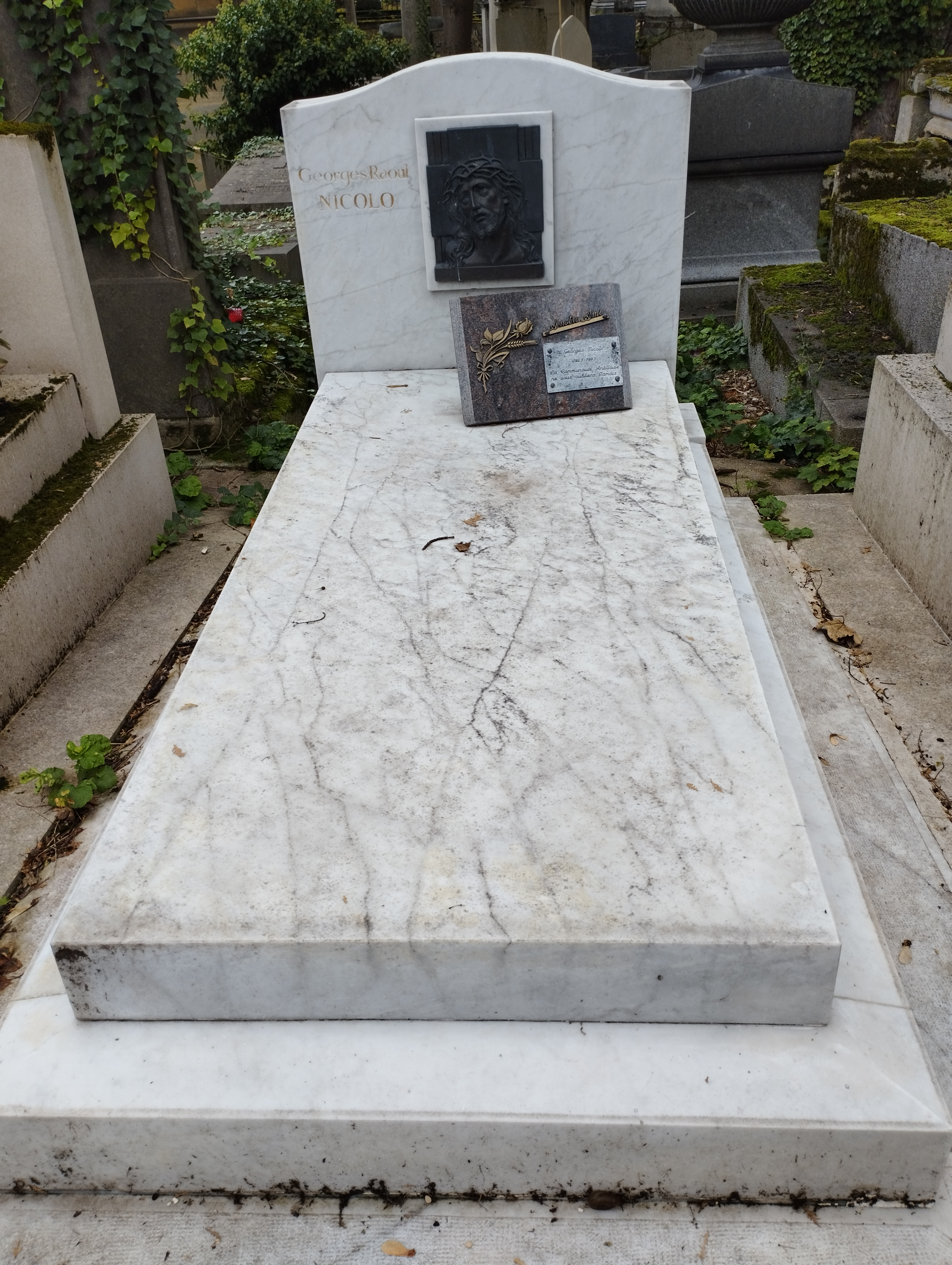
Tombe de Raoul Georges Nicolo au cimetière du Père-Lachaise (division 14).

Il se présente à l'élection de 1981 et devient ainsi le premier candidat noir à l'élection présidentielle française.
Passionné par son île, il retourne dans sa ville natale où il occupe les fonctions de conseiller municipal de 1983 à 1989.
Son nom est très connu des spécialistes de droit français car c'est sa requête devant le Conseil d'État  - un recours contre le résultat des élections européennes de 1989 - qui a été à l'origine de l'arrêt Nicolo sur le contrôle de conventionnalité des lois.
En 1992, Raoul Georges NICOLO bénéficie d’une reconnaissance mondiale. L’International Biographical Center of Cambridge au Royaume-Uni, le distingue comme une grande personnalité intellectuelle de la planète.
Il est inhumé au cimetière du Père-Lachaise (division 14).

## Inventions
- Bloc de communication pour la télévision multi-canale, permettant la réception de plusieurs chaînes sur un même poste de télévision ;
- Dispositifs de contrôle de la réactivité des piles atomiques en régime sous-critique ;
- Introduction de l’électronique dans les appareils de contrôle nucléaire.

## Hommages
- En 2006, la médiathèque de Gosier est rebaptisée « Médiathèque Raoul Georges Nicolo »[5],
- En 2011, un lycée à Basse-Terre, l'ancien lycée des Rivière des Pères (ou Lycée des métiers du Bâtiment et des Arts Appliqués), est renommé Lycée polyvalent Raoul Georges NICOLO[6],[7].